# Jamblich z Syrii
Jamblich (gr. Iamblichos) – grecki pisarz żyjący w II wieku n.e. Autor zawartego w szesnastu księgach romansu Babyloniaka (Historia babilońska), które do współczesnych czasów zachowało się tylko w formie streszczenia sporządzonego przez Focjusza.